# Suiren
Suirenは現在、高エネルギー加速器研究機構で運用中のスーパーコンピュータである。
PEZY ComputingとExaScalerによって開発されるExaScaler-1を用いた倍精度浮動小数点演算での最大演算性能が395TFlopsの液浸冷却システムを備えたシステムである。液浸冷却システムのため、同規模の計算能力の従来機よりも冷却効率が優れる。水辺の植物である「睡蓮」にちなんだ名称。2014年11月1日より稼動開始。
2014年11月のTOP500で369位にランクインし、Green500では2位になった。
2015年6月のTOP500では366位、Green500では3位になった。
2015年11月のTOP500では498位だった。

## 概要
PEZY ComputingがNEDOの助成を受けて開発していた1,024コアの低消費電力型メニーコアプロセッサであるPEZY-SCを256個搭載してExaScalerによって開発された4台の高効率の新液浸冷却システム『ESLC-8』で倍精度浮動小数点演算での最大演算性能395TFLOPSの小型スーパーコンピュータ『ExaScaler-1』が共同開発された。